# Christian Marin
Christian Marin (8. února 1929 Lyon, Rhône, Francie – 5. září 2012 Paříž, Francie) byl francouzský herec, známý rolí četníka Merlota v prvních čtyřech dílech filmů o četnících.

## Životopis
Ve své kariéře často pracoval s Louis de Funèsem.
Nejznámější roli četníka Marlota ztvárnil v prvních čtyřech filmech ze série o četnících (Četník ze Saint Tropez (1964), Četník v New Yorku (1965), Četník se žení (1968), Četník ve výslužbě (1970). V komedii Pouic-Pouic z roku 1963 hrál majordoma Charlese.

## Filmografie
- 1961 Radosti velkoměsta
- 1961 Všechno zlato světa
- 1961 Výhodná koupě
- 1962 Vzdušné zámky
- 1962 Zločin se nevyplácí
- 1963 Pouic-Pouic
- 1964 Četník ze Saint Tropez
- 1965 Četník v New Yorku
- 1965 Zločin v expresu
- 1968 Četník se žení
- 1970 Četník ve výslužbě
- 1972 Mexická ještěrka